# Зоогеография
Зоогеографията е клон на биогеографията, който се занимава с географското разпределение на животинските видове. Това прави зоогеографията предмет на биоразнообразието според времето и мястото. Основни обекти на изучаване са фауната и ареала.
Основно зоогеографията се дели на екологична и на историческа зоогеография.
Зоогеографията на птиците се нарича орнитогеография. Част от птиците са диареални животни поради сезонните им миграции (прелети). В зоогеографско отношение по-важен е летният ареал, т.е. ареалът на размножаване. Размножаващите се (гнездещите) в България птици се отнасят към 19 зоогеографски типа. Някои други орнитогеографскиособености на България: Един вид (тетрев Tetrao tetrix) е изчезнал от края на 19 век и 10 други (розов пеликан Pelecartus onocrotalus, голяма бяла чапла Egretta alba, брадат лешояд Gypaetus barbatus, далматински сокол Falco biarmicus, сив жерав Grus grus, момин жерав Anthropoides virgo, голяма дропла Otis tarda, стрепет Otis tetrax, средна бекасина Gallinago gallinago и врабчова кукумявка Glaucidium passerinum) са изчезнали като гнездящи птици през 20 век. Един подвид (местният (ямболски колхидски) фазан Phasianus colchicus colchicus) е загубил генетичната си чистота, тъй като се е кръстосал с интродуцирани чуждоземни подвидове в страната. Три вида (орел рибар Pandion haliaaetus, черен лешояд Aegypius monachus и морски орел Haliaaetus albicilla) считани за изчезнали в страната са установени като гнездещи след 1993 година. 73% от европейските видове птици се срещат и в България и 52,9% от гнездещите птици в Европа гнездят и в България. 75,5% от българските птици видове са гнездещи, но 28,5% от тях са представени с техните периферни ареали. През България преминава южната граница на ареала за 37 вида (14,4%), северната граница за 30 вида (11,7), западна и източна граница – по 3 вида (1,2%). Птиците в България могат да бъдат групирани в 20 типа според тяхното разпространение: палеарктични (81 вида – 31,7%), европейски (24 – 9,4%), холарктични, туркестански 23 – 9,0% всяка), евроазиатско-африкански (18 – 7,0%), медитерански и турано-медитерански (14 – 5,5%), космополитни – 12 – 4,7%), индо-африкански (10 – 3,9%), палеомонтанни (6 – 2,3%), палеоксерични и сарматски (5 – 2,0% всяка), палео-ксеромонтанни (4 – 1,6%), туркестански, сибирско-канадски (3 – 1,2% всяка), сибирски, монголско-тибетски (2 – 1,2% всяка), северно-атлантически, афротропични и неарктични (1 – 0,4% всяка). Българската територия се намира на две от основните транс-средиземноморски прелетни магистрали (Via Aristotelis и Via Pontica). Всички тези особености характеризират България като една от най-важните страни в Европа за опазване на континенталната авифауна.